# Strømsnes
Strømsnes is een plaats in de Noorse gemeente Fauske, provincie Nordland. Strømsnes telt 474 inwoners (2007) en heeft een oppervlakte van 0,79 km².